# Blankenburg (Oberuckersee)

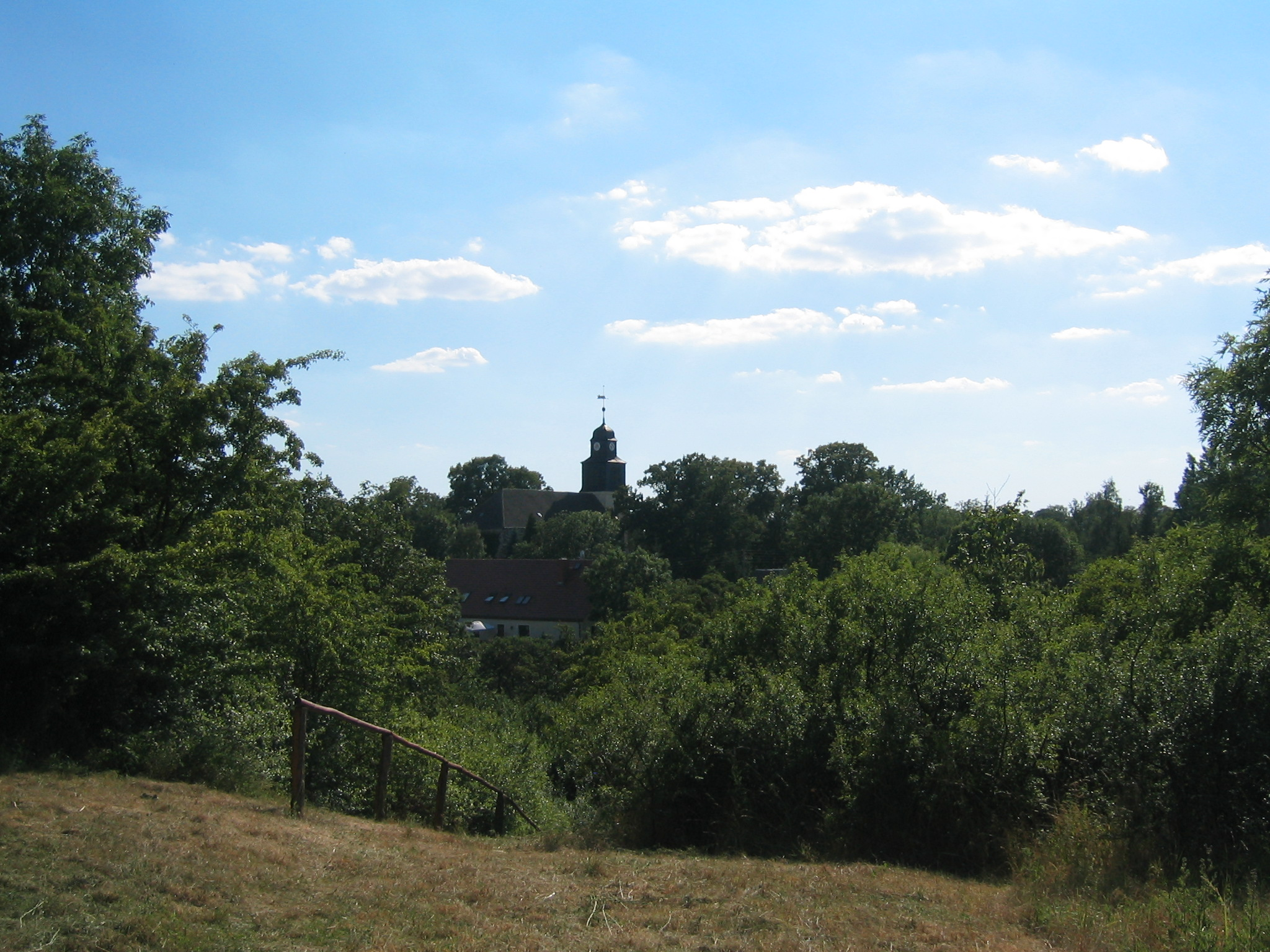
Blick vom Wallberg

Das Dorf Blankenburg liegt in der Mitte der Uckermark am Blankenburger See, etwa 5 km westlich von Gramzow. Blankenburg gehört seit dem Zusammenschluss der bis dahin selbständigen Gemeinden Blankenburg, Potzlow, Seehausen und Warnitz am 31. Dezember 2001 zur Gemeinde Oberuckersee.

## Geographie
Im Ort befinden sich neben dem Blankenburger See zwei weitere Seen am Fuße des Wallberges: Der Burgsee und der Kleine Burgsee. Unmittelbar am Ortsausgang in südöstlicher Richtung beginnt der Melzower Forst, welcher zum Biosphärenreservat Schorfheide-Chorin gehört.
Windrose zur Orientierung über seine Lage:
| Berghausen | Bertikow                                    |          |
| Seehausen  | Kompassrose, die auf Nachbargemeinden zeigt | Gramzow  |
| Melzow     |                                             | Heidehof |

## Geschichte
Blankenburg entstand als slawische Siedlung. Die erste Erwähnung des Ortes als „Blanckenborch“ datiert auf das Jahr 1250. 1424 bestand das Dorf aus mehreren Höfen, die in Besitz des Klosters waren.
Bis 1849 gehörte Blankenburg zur Schulamtsgemeinde Joachimsthal dann bis 1952 zum Kreis Angermünde. Im Zuge der Kreisreform in der DDR im Jahre 1952 wurde Blankenburg dem Kreis Prenzlau zugeordnet, dem es bis 1991 angehörte. Von 1992 bis 2001 gehörte das Dorf zum Amt Gramzow.

## Sehenswürdigkeiten
Wallberg

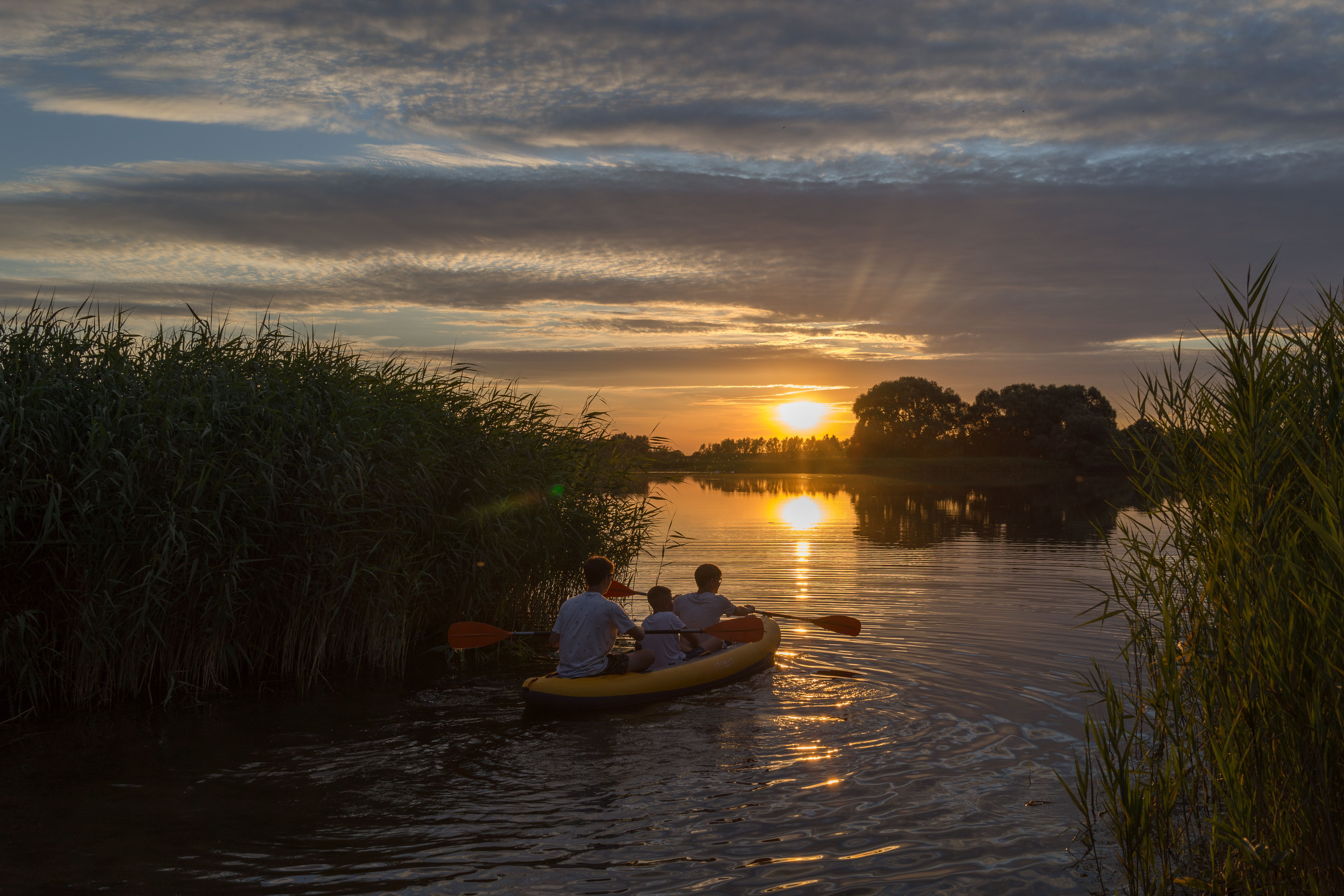
Sonnenuntergang am Blankenburger See

Der Ort wurde benannt nach den Rittern von Blankenburg, die im 12. Jahrhundert aus dem Harz in dieses Gebiet kamen. Die slawische Burg auf dem Burgwall, der im Volksmund „Wallberg“ genannt wird, wurde von den Rittern übernommen. Heute sind die Reste des Burgwalls nordöstlich des Ortes zu finden. Dorthin führt heute der touristische Wallpfad.
Dorfkirche
Die Dorfkirche wurde zwischen 1230 und 1250 als Saalkirche aus Feldsteinen errichtet. Der Turm entstand 1750 zunächst als Fachwerkbau und wurde 1860 als Massivbau neu aufgesetzt. Die Blankenburger Dorfkirche hatte ursprünglich drei Bronzeglocken, jedoch ist davon nur noch eine aus der Zeit um 1500 vorhanden. Die halb- und ganzstündig schlagende Turmuhr entstand um 1900 und wurde 1995/1996 wiederhergestellt. Der Innenraum ist 22,5 Meter lang, 9 Meter breit und 7 Meter hoch. Den oberen Abschluss bildet eine gerade Balkendecke. Der marmorierte Holz-Kanzelaltar stammt aus dem Jahre 1882. Die Orgel und die Hufeisenempore wurden in der ersten Hälfte des 19. Jahrhunderts von Johann Friedrich Turley erbaut.
Blankenburger See
Der Blankenburger See hat einen ausgeschilderten Rundweg und besitzt zwei Badestrände, einer davon für Hunde.

## Teilorte

### Heidehof
Unweit in östlicher Richtung liegt der Teilort Heidehof (westlich der Autobahn 11). Südwestlich von Heidehof befindet sich der Kleine Rathsburgsee. Heidehof wurde 1921 erstmals erwähnt.

### Koboltenhof
Weiter in Richtung Gramzow und weiter östlich befindet sich Koboltenhof (östlich der Autobahn). Dort liegt der Große Rathsburgsee.

## Persönlichkeiten
- Rotraut Gille (* 1936), Ärztin und Naturschützerin